# Mariańska Dolina
Mariańska Dolina (zwana także jako Dolnia) – historyczna, zachodnia, najniżej położona część Wojciechowic, przyłączona do Kłodzka w 1975 roku. Stanowi najbardziej na wschód wysuniętą część miasta.

## Geografia

### Położenie geograficzne
Mariańska Dolina leży w północno-wschodniej części miasta, na wschód od centrum. Na północy graniczy z Jurandowem, zaś na wschodzie z Wojciechowicami – wieś w gminie wiejskiej Kłodzko. Z kolei na zachodzie sąsiaduje z Owczą Górą, Przedmieściem Wojciechowickim i osiedlem im. Henryka Sienkiewicza. Z tym ostatnim osiedlem graniczy również na południu. Od centrum miasta oddalona jest o około 2,5 km na wschód.

### Warunki naturalne
Dzielnica położona jest w malowniczej dolinie Jodłownika. Zbocza tej doliny zbudowane są z ryolitów przykrytych glinami zwałowymi oraz z dolnokarbońskich piaskowców szarogłazowych. Osadę otaczają użytki wolne. Największe jej wzniesienie stanowi Mariańska Górka (365 m n.p.m.), która dominuje nad dzielnicą. U jej południowo-wschodniego zbocza rośnie niewielki las.

## Demografia
Mariańska Dolina od samego początku, kiedy powstała była niewielką osadą liczącą kilkadziesiąt do kilkuset osób. Sytuacja ta nie zmieniła się również po jej włączeniu w granice Kłodzka. W dalszym ciągu dzielnica ta ma charakter przedmieścia, a jej sytuacja ludnościowa pozostaje bez większych zmian.

## Historia
| 1880 | Marienthal Mariathal |
| 1946 | Dolnia               |
| 1975 | Mariańska Dolina     |

Mariańska Dolina powstała prawdopodobnie w XVIII wieku lub najpóźniej na początku XIX wieku jako najniżej położona część Wojciechowic. Powstanie osady związane było z rozbudową kaplicy na Mariańskiej Górce i budową na jej terenie kalwarii. Założenie składało się z kilku domów zbudowanych na drodze wiodącej z Wojciechowic do Kłodzka. Znajdowała się tutaj bardzo popularna gospoda, stanowiąca cel spacerów kłodzczan, którzy również wędrowali w kierunku kalwarii. Gospoda ta słynęła z dobrej lokalnej kuchni oraz wielkiego ogrodu z dużym stawem, zasilanym przez wody Jodłownika, po którym pływano wynajętymi łódkami.   
Po zakończeniu II wojny światowej i przejęciu ziemi kłodzkiej przez polską administrację osada została przemianowana na Dolnię i pozostała częścią Wojciechowic. Nazwa ta się nie przyjęła, więc osadę określano jako Mariańską Dolinę. W 1975 roku została ona administracyjnie włączona do Kłodzka. Od końca lat 90. XX wieku rozwija się w tym rejonie budownictwo jednorodzinne w rejonie ulicy Ostatniej.

## Administracja

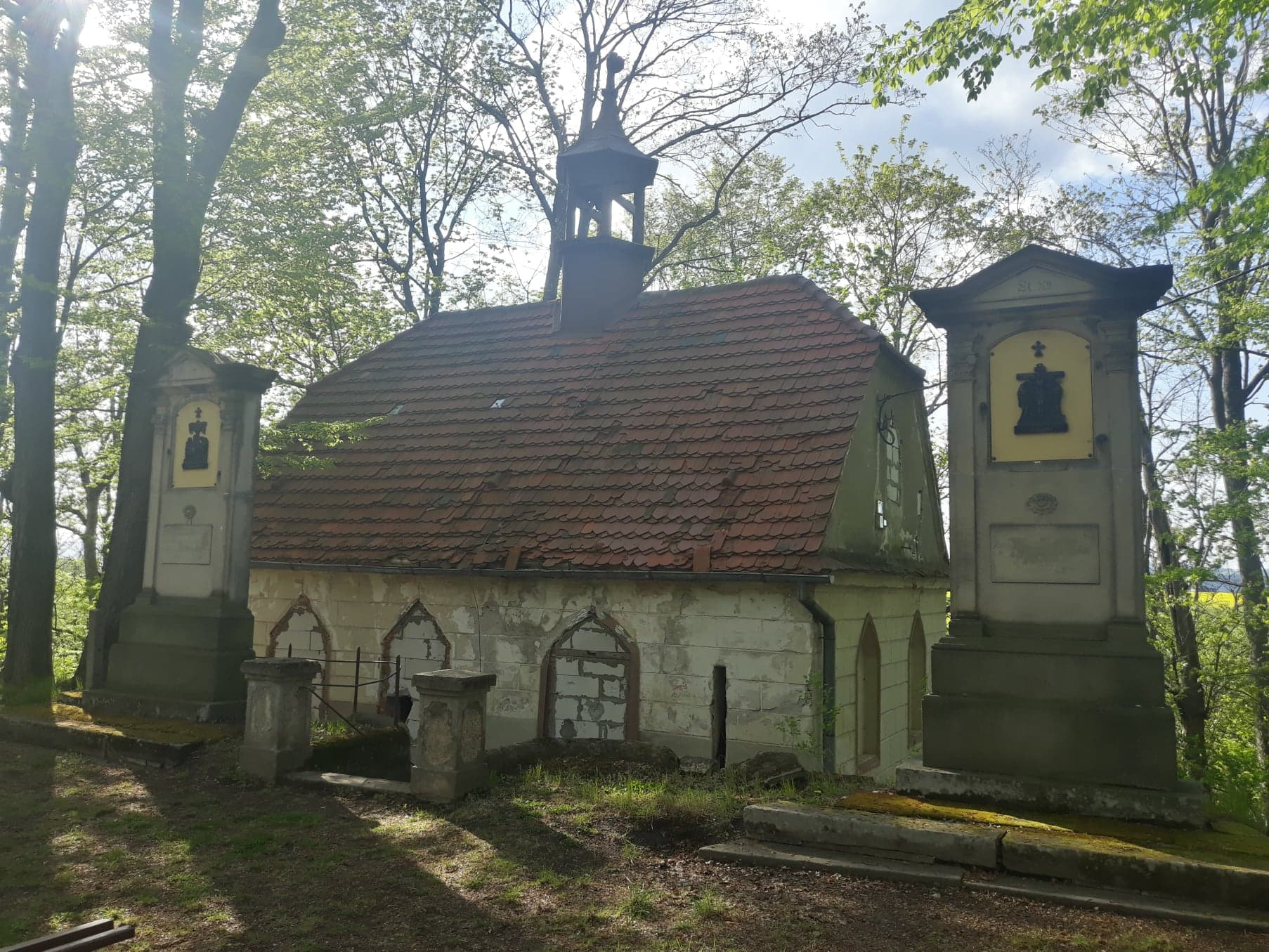
Chata pustelnika na Mariańskiej Górce (Wzgórze Marii)

Mariańska Dolina powstała jako najniżej położona część Wojciechowic. W związku z tym z wioską tą przez dwa stulecia dzieliła wszystkie losy polityczno-administracyjne. Po 1945 roku znalazła się w granicach województwa wrocławskiego, powiatu kłodzkiego i gminy Kłodzko. W 1954 roku wraz ze zniesieniem gmin i wprowadzeniu w ich miejsce gromad jako najniższego szczebla administracji publicznej, Mariańska Dolina znalazła się w gromadzie Wojciechowice. 31 grudnia 1961 roku wojciechowicką gromadę zniesiono, a jej obszar, w tym Mariańską Dolinę włączono do nowo utworzonej gromady Kłodzko w tymże powiecie. Gromada kłodzko przetrwała do 31 grudnia 1972 roku, czyli do kolejnej reformy gminnej. 1 stycznia 1973 w powiecie kłodzkim reaktywowano zniesioną w 1954 roku gminę Kłodzko, jednak Mariańską Dolinę włączono w granice miasta Kłodzka. Po zmianach w administracji terenowej w latach 70. XX wieku Mariańska Dolina już jako część Kłodzka weszła w skład województwa wałbrzyskiego. 1 stycznia 1999 roku ponownie reaktywowano powiat kłodzki, który wszedł w skład województwa dolnośląskiego.
Na terenie Kłodzka nie występują pomocnicze jednostki administracyjne, takie jak: osiedla, czy dzielnice, dlatego też o większości spraw decyduje samorząd miejski, którego siedziba znajduje się na pl. Bolesława Chrobrego, na Starym Mieście. Mieszkańcy wybierają do Rady Miasta sześciu radnych co 5 lat (do 2018 roku kadencja wynosiła 4 lata), tworząc okręg wyborczy nr 1, wraz z całą wschodnią częścią miasta, położoną na prawym brzegu Nysy Kłodzkiej.

## Edukacja i kultura
Mariańska Dolina ze względu na swój niewielki obszar nie posiada własnych placówek oświatowo-kulturalnych. Tutejsze dzieci w wieku 7–15 lat kształcą się w znajdującej się w pobliżu Szkole Podstawowej nr 7 im. Tadeusza Kościuszki przy ul. Henryka Sienkiewicza 61. Po jej ukończeniu młodzież kontynuuje w zdecydowanej większości naukę w szkołach średnich położonych w centrum miasta.

## Religia

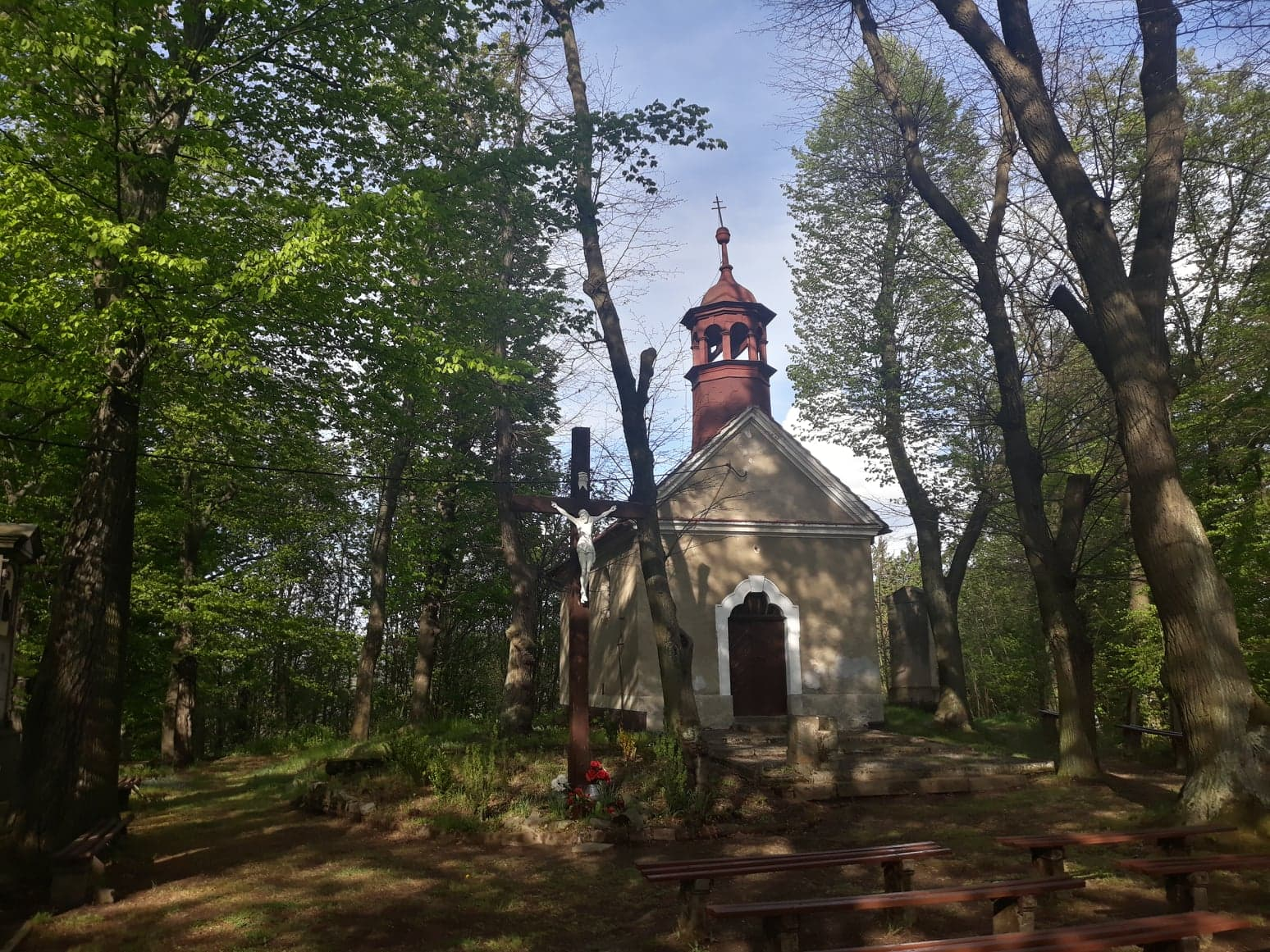
Kaplica Matki Boskiej Pocieszenia Strapionych na Mariańskiej Górce

Większość mieszkańców osiedla stanowią wyznawcy Kościoła rzymskokatolickiego. Przynależą oni do parafii św. Jana Pawła II w Kłodzku. Została ona utworzona w 2016 roku, z wydzielenia z parafii Matki Bożej Różańcowej. Jej siedziba znajduje się na terenie osiedla Owcza Góra. Obecnie funkcję proboszcza sprawuje ks. mgr mgr Janusz Garula. Parafia ta wchodzi w skład diecezji świdnickiej i dekanatu kłodzkiego.
Na szczycie Mariańskiej Górki znajduje się kaplica Matki Boskiej Pocieszenia Strapionych. Pierwsza kaplica w tym miejscu powstała na początku XVIII wieku i została prawdopodobnie zniszczona w czasie wojen napoleońskich w 1807 roku. Została ona odbudowa w 1810 roku. Po 1844 roku na wzgórzu tym w drodze do kaplicy położonej na szczycie zbudowano drogę krzyżową. W 1846 roku na Mariańskiej Górce osiedlił się pustelnik Johannes Treuter, który zbudował obok kaplicy pustelnie, w której mieszkał z przerwą w latach 1864-1890 do swojej śmierci w 1892 roku. Po nim do II wojny światowej pustelnia zamieszkiwana była przez kolejnych pustelników. Kaplicą tą i wzgórzem po 1945 roku opiekują się kłodzcy franciszkanie z Piasku, który w sezonie wiosenno-letnim organizują tutaj msze święte i nabożeństwa maryjne.

## Architektura i urbanistyka

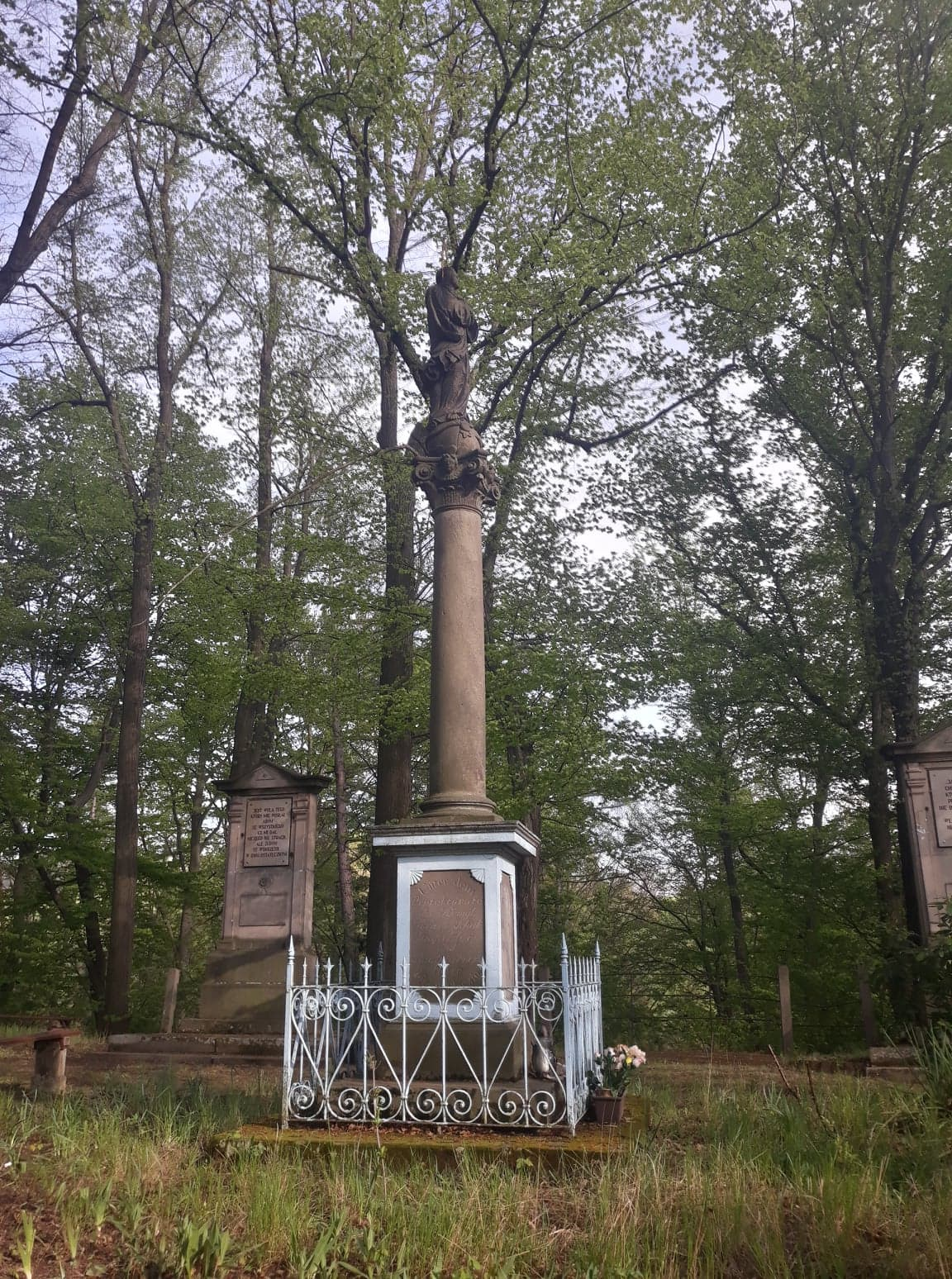
Kolumna Maryjna na Mariańskiej Górce

Mariańska Dolina stanowi osadę której zabudowania ciągną się wzdłuż Jodłownika, stanowiąc tzw. "ulicówkę". Do najcenniejszych obiektów zaliczyć można zespół zabudowań kościelnych na Mariańskiej Górce (Wzgórze Marii) w skład którego wchodzą: 
- Kaplica Matki Boskiej Pocieszenia Strapionych – pochodzi prawdopodobnie z początku XVIII wieku, została przebudowana po 1810 roku i odnowiona po 1980 roku. Jest to skromna budowla salowa, nakryta dwuspadowym dachem, z którego wychodzi sygnaturka z latarnią. Do wnętrza prowadzi skromy portal o fantazyjnym wykroju nadproża, w środku jest późnobarokowy ołtarz.
- Kolumna Maryjna – wykonana z kamienia w 1875 roku, ufundowana przez F. Langera.
- Dom Pustelnika - pochodzi z początku XIX wieku, obecnie w ruinie.
- Stacje Kalwaryjne - znajdują się na szczycie wzgórza i uzupełniają drogę krzyżowa, pochodzą z XIX wieku.
- Droga Krzyżowa – prowadzi z Mariańskiej Doliny do kaplicy, składająca się z 14 jednolitych stacji w formie stelli.

Współcześnie rozbudowie ulega część Mariańskiej Doliny położona na południowym i wschodnim zboczu Mariańskiej Górki, gdzie powstają nowe domy jednorodzinne. Wśród pozostałych zabytkowych obiektów znajdujących się na tym obszarze należą:
- Zespół zabudowań - ul. Mariańska 2; składa się z dwóch budynków mieszkalnych z 2 połowy XIX wieku, kuźni i budynku gospodarczego; przed wojną w tym miejscu znajdowała się słynna gospoda "Mariathal".
- Zespół zabudowań - ul. Mariańska 25, składa się z domu mieszkalnego, obory i stodoły z 2 połowy XIX wieku; dawniej był to teren zajmowany przez kompleks wojciechowickiego browaru z własną gospodą (niem. Lindner's Brauerei)[26].
- Dom mieszkalny - ul. Mariańska 28, jest najdalej na wschód wysuniętym domem mieszkalnym w Kłodzku[4]; pochodzi z 1936 roku.

W skład Mariańskiej Doliny wchodzą 4 ulice: 
- ul. Kukułcza
- ul. Mariańska
- ul. Ostatnia
- ul. Szczęśliwa

## Gospodarka i turystyka
Mariańska Dolina pozbawiona jest własnego zaplecza handlowo-usługowego. Znajdują się tutaj użytki rolne. Ponadto Mariańska Górka otoczona jest stawami, które pełnią funkcję hodowlano-rekreacyjna i podlegają pod Polski Związek Wędkarski, stanowiąc lokalny ośrodek wędkarski.
Przez Mariańską Dolinę wiedzie jeden z popularniejszych turystycznych pieszych szlaków na ziemi kłodzkiej, którym jest żółty szlak  prowadzący z Krosnowic (początek na stacji Krosnowice Kłodzkie) przez Pilcz, Kłodzko, w tym ulicę Mariańską, a następnie dalej przez Szyndzielnię, Kostrę, Obszerną, Jedlak do Kłodzkiej Góry, gdzie łączy się z niebieskim szlakiem .

## Infrastruktura

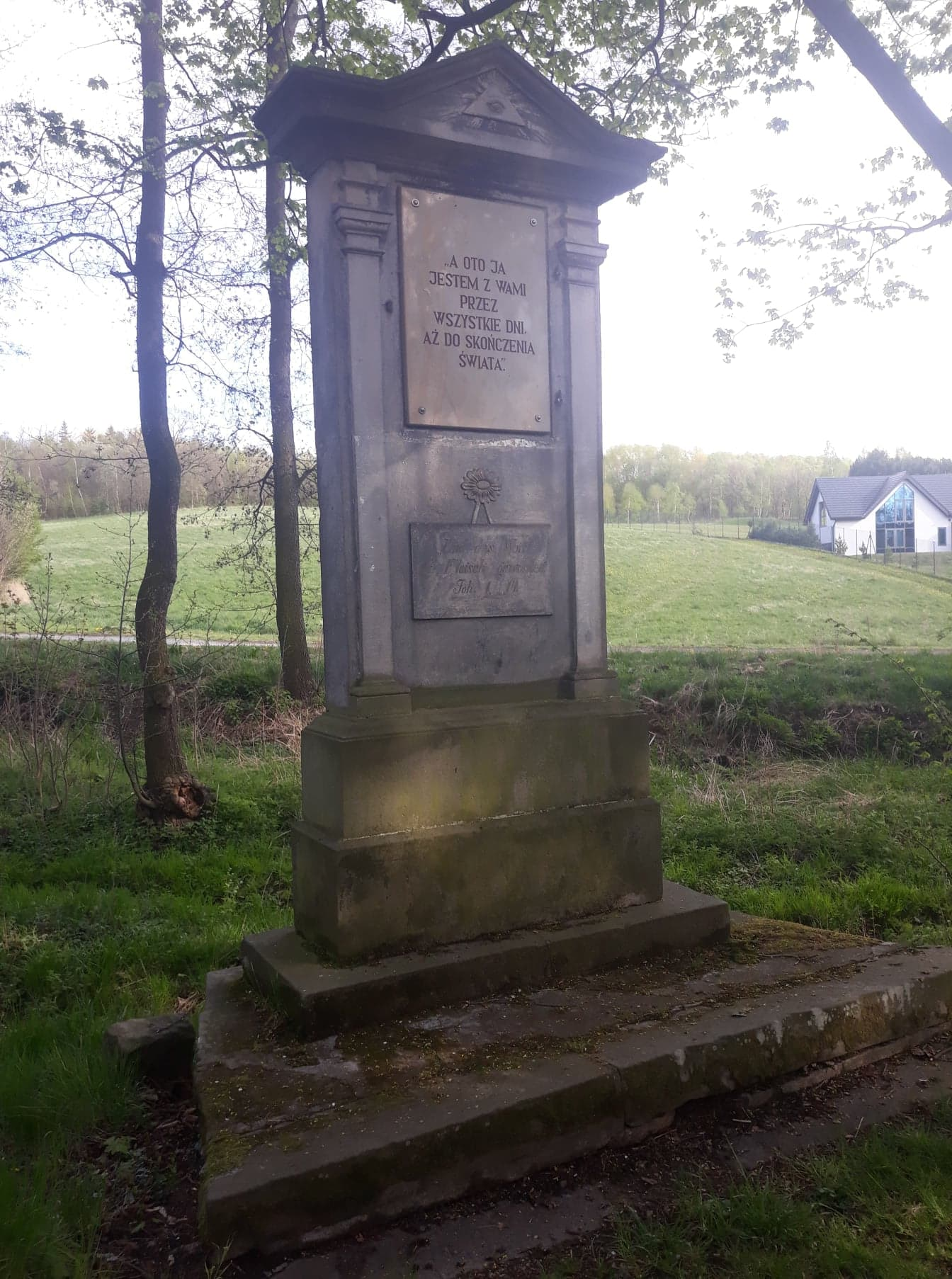
Jedna z początkowych stacji kalwarii na Mariańskiej Górce

### Transport
Mariańska Dolina położona jest na ważnym szlaku komunikacyjnym wiodącym z Kłodzka w kierunku Wojciechowic i dalej Gór Bardzkich. Współcześnie droga ta ma status drogi powiatowej nr 3145D, która prowadzi z Kłodzka przez wspomniane Wojciechowice i dalej Laskówkę do Dzbanowa w gminie Bardo. Ma ona łączną długość 8,5 km. Pozostałe ulice mają charakter dróg gminnych. 

### Komunikacja
Przez Mariańską Dolinę nie przebiegają żadne linie Komunikacji miejskiej, której operatorem w Kłodzku jest prywatny przewoźnik A-Vista. Nie ma także tutaj przystanków autobusowych. Co prawda przez ulicę Mariańską przechodzi trasa komunikacji podmiejskiej, obsługiwana przez PKS Kłodzko w kierunku Wojciechowic, jednak także autobusy tego przewoźnika nie zatrzymują się na terenie doliny. 

### Bezpieczeństwo
W zakresie ochrony przeciwpożarowej oraz innych miejscowych zagrożeń – mieszkańcy Mariańskiej Doliny podlegają pod rejon działania Komendy Powiatowej Straży Pożarnej oraz Komendy Powiatowej Policji w Kłodzku. Funkcję dzielnicowego sprawuje: asp. szt. Justyna Pękosz z IV Rejonu Służbowego. Z ramienia kłodzkiej straży miejskiej IV Rejon Służbowy obsługują st. insp. Leszek Łoś i specjalista Wojciech Szczepański.